# Bělečský potok (přítok Vlašimské Blanice)
Bělečský potok nazývaný též Novodvorský potok je potok v Jihočeském kraji, pravostranný přítok Vlašimské Blanice. Potok je pojmenován podle obce Běleč, kterou protéká. Odvodňuje část okresu Tábor, konkrétně velkou část obce Běleč, částečně obce Mladá Vožice (místní část Staniměřice) a obce Smilovy Hory (místní část Františkov). Jeho celková délka činí 5,4 km.

## Průběh toku
Pramen potoka leží v nadmořské výšce 645 m na severovýchodním svahu vrchu Bušová v rybníce ve vsi Františkov, asi 3 km východně od Mladé Vožice. Teče zpočátku západním a poté většinu toku severním směrem. Pod Šelmberským mlýnem nad Šebířovem v nadmořské výšce 415 m se vlévá zleva do řeky Blanice na jejím 50,5 říčním kilometru.
Bělečský potok odvodňuje východní svah západní hrany Českomoravské vrchoviny a vtéká do Blanické brázdy. Velká část toku mezi Staniměřicemi a Nadoborným rybníkem je regulována.

### Větší přítoky
Bělečský potok nemá významné přítoky. Prostor kolem Bělče je podmáčený a v sedmdesátých letech dvacátého století zmeliorovaný. Jedinými přítoky jsou meliorační brázdy.

### Obce na Bělečském potoce
Františkov, část obce Smilovy Hory, Kalovice, část obce Smilovy Hory, Staniměřice, část města Mladá Vožice, Běleč

### Vodní díla
- řkm (5,38) – rybník ve Františkově
- řkm (5,05) – rybník v Kalovicích
- řkm (3,99) – rybníček ve Staniměřicích
- řkm (2,38) – rybník Bažantnice
- řkm (1,67) – hráz zrušeného Bělečského rybníka
- řkm (0,98) – rybník Nadoborný
- řkm (0,70) – rybník obora
- řkm (0,13) – rybník u Šelmberského mlýna